# Dylan Kennett
Dylan Kennett (Christchurch, 8 de diciembre de 1994) es un deportista neozelandés que compite en ciclismo en las modalidades de pista, especialista en la prueba de persecución por equipos, y ruta.
Ganó tres medallas en el Campeonato Mundial de Ciclismo en Pista entre los años 2014 y 2017.
Participó en los Juegos Olímpicos de Río de Janeiro 2016, ocupando el cuarto lugar en la prueba de persecución por equipos y el sexto lugar en ómnium.

## Medallero internacional
| Campeonato Mundial | Campeonato Mundial      | Campeonato Mundial | Campeonato Mundial      |
| Año                | Lugar                   | Medalla            | Competición             |
| ------------------ | ----------------------- | ------------------ | ----------------------- |
| 2014               | Cali (Colombia)         | Medalla de bronce  | Persecución por equipos |
| 2015               | Saint-Quentin (Francia) | Medalla de oro     | Persecución por equipos |
| 2017               | Hong Kong (China)       | Medalla de plata   | Persecución por equipos |

## Palmarés
2018
- 2 etapas del Tour del Lago Taihu[5][6]

2019
- Tour del Lago Taihu,[7] más 1 etapa[8]

2020
- 1 etapa de la New Zealand Cycle Classic[9]
- 3.º en el Campeonato de Nueva Zelanda Contrarreloj
- 3.º en el Campeonato de Nueva Zelanda en Ruta